# Paweł Olkowski
Paweł Olkowski (* 13. Februar 1990 in Ozimek) ist ein polnischer Fußballspieler, der für den polnischen Erstligisten Górnik Zabrze spielt.

## Karriere

### Vereine
Olkowski begann seine Karriere in der Jugend von Małapanew Ozimek und wechselte als 16-Jähriger zu Gwarek Zabrze, für das er drei Spielzeiten absolvierte. In der Saison 2009/10 bestritt er 25 Spiele für Zagłębie Lubin in der höchsten Junioren-Liga Młoda Ekstraklasa. Am 16. August 2009, am 3. Spieltag, debütierte er beim 2:1-Sieg im Heimspiel gegen Piast Gliwice und gewann am Saisonende die Juniorenmeisterschaft. Nach nur einer Saison wechselte er zum Zweitligisten GKS Katowice, für den er in 31 Ligaspielen fünf Tore erzielte. Sein erstes Ligator im Seniorenbereich gelang ihm am 13. August 2010 (3. Spieltag) beim 1:1-Unentschieden im Heimspiel gegen Warta Poznań mit dem Führungstreffer in der 14. Minute. Zur Saison 2011/12 verpflichtete ihn der Erstligist Górnik Zabrze, für den er am 31. Juli 2011 (1. Spieltag) beim 1:1-Unentschieden im Auswärtsspiel gegen Śląsk Wrocław nicht nur debütierte, sondern mit dem Führungstreffer in der 32. Minute auch sein erstes Erstligator erzielte.
Zur Saison 2014/15 wechselte Olkowski zum Bundesligisten 1. FC Köln, bei dem er einen Dreijahresvertrag unterschrieb. Sein Debüt gab er am 23. August 2014 (1. Spieltag) beim torlosen Unentschieden im Heimspiel gegen den Hamburger SV. Am 8. November 2014 (11. Spieltag) erzielte er beim 4:3-Sieg im Auswärtsspiel gegen die TSG 1899 Hoffenheim mit dem zwischenzeitlichen Ausgleich zum 1:1 in der 5. und dem Siegtreffer in der 83. Minute seine ersten beiden Bundesligatore.
Zum Ende der Saison 2017/18 wurde sein Vertrag in Köln in beiderseitigem Einvernehmen aufgelöst. Kurz darauf wurde er vom englischen Zweitligisten Bolton Wanderers verpflichtet.
Nach einem Jahr in England wechselte Olkowski in die Türkei zu Gazişehir Gaziantep FK. Anschließend wechselte er 2022 zu Górnik Zabrze, wo er einen Zweijahresvertrag unterschrieb.

### Nationalmannschaft
Olkowski spielte sieben Mal für die U-21-Nationalmannschaft, für die er am 2. September 2011 in Korça beim 3:0-Sieg im Europameisterschafts-Qualifikationsspiel gegen die gastgebende Auswahlmannschaft Albaniens debütierte.
Für die A-Nationalmannschaft bestritt er sein erstes Länderspiel am 15. November 2013 in Breslau bei der 0:2-Niederlage im Test-Länderspiel gegen die Auswahl der Slowakei. 

## Erfolge
Zagłębie Lubin
- Polnischer Juniorenmeister: 2010